# 河東道 (汪兆銘政権)
河東道（かとう-どう）は汪兆銘政権により設置された山西省の道。

## 沿革
1940年（民国29年）11月22日に設置された。

## 行政区画
廃止直前下部の20県を管轄した。（50音順）
- 安邑県
- 栄河県
- 永済県
- 夏県
- 解県
- 河津県
- 猗氏県
- 曲沃県
- 絳県
- 虞郷県
- 芮城県
- 襄陵県
- 稷山県
- 新絳県
- 聞喜県
- 汾城県
- 平陸県
- 万泉県
- 翼城県
- 臨晋県